# 中海爾斯蒂居峰
61°33′5″N 8°25′27″E / 61.55139°N 8.42417°E

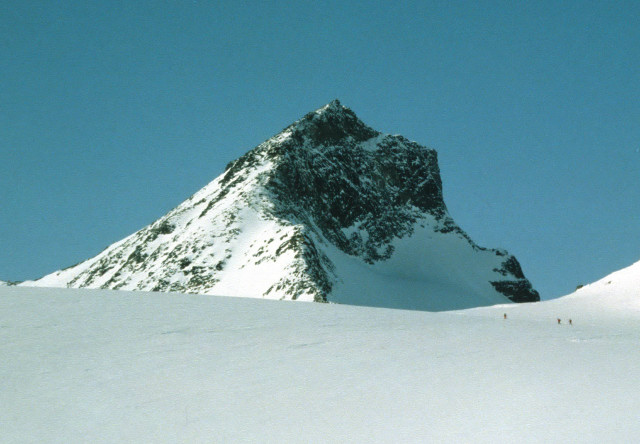

中海爾斯蒂居峰是挪威的山峰，位於該國東南部內陸郡，處於洛姆，屬於尤通黑門山脈的一部分，海拔高度2,339米，人類在1886年8月19日首次登頂。